# (123764) 2001 AW43
(123764) 2001 AW43 es un asteroide perteneciente al cinturón de asteroides, región del sistema solar que se encuentra entre las órbitas de Marte y Júpiter, descubierto el 14 de enero de 2001 por el equipo del Spacewatch desde el Observatorio Nacional de Kitt Peak, Arizona, Estados Unidos.

## Designación y nombre
Designado provisionalmente como 2001 AW43. 

## Características orbitales
2001 AW43 está situado a una distancia media del Sol de 2,770 ua, pudiendo alejarse hasta 2,918 ua y acercarse hasta 2,622 ua. Su excentricidad es 0,054 y la inclinación orbital 5,009 grados. Emplea 1683,89 días en completar una órbita alrededor del Sol.
Pertenece a la familia de asteroides de (847) Agnia.

## Características físicas
La magnitud absoluta de 2001 AW43 es 15,65. 